# تئودور آلیاتس
تئودور آلیاتس (یونانی: Θεόδωρος Ἀλυάτης) یک ژنرال یونانی بیزانسی و از نزدیکان امپراتور رومانوس چهارم دیوژن بود.
آلیاتس اهل کاپادوکیه بود و از دوستان نزدیک رومانوس به شمار می‌رفت که به او لقب دربار عالی پرودروس اعطا کرده بود. در نبرد ملازگرد، او فرماندهی جناح راست نیروهای امپراتوری را برعهده داشت و در ابتدا در برابر تهاجم ترکان سلجوقی ایستادگی کرد، اما هنگامی که آندرونیکوس دوکاس به رومانوس خیانت کرد، ترک‌ها از فرصت استفاده کردند و مردان آلیاتس را شکست دادند.
آلیاتس پس از فرار از آن فاجعه در حالی که واحدهای کاپادوکیایی خود عمدتاً دست نخورده بودند، در طول تلاش رومانوس برای باز پس‌گیری تاج و تخت به رومانوس وفادار ماند.
در جنگ داخلی بعدی بین رومانوس و میخائیل هفتم دوکاس، آلیاتس از رومانوس حمایت کرد و با مردانی از کاپادوکیه و مزدوران فرانک به او پیوستند. با این حال در نبرد حیاتی دوکیا او توسط نیروهای دوکاس به رهبری دو پسر سزار جان دوکاس شکست خورد و پس از آن اسیر و کور شد .